# Łować
Łować (ros. Ловать, Łowat´, biał. Ловаць, Łować) – rzeka w obwodzie witebskim na Białorusi oraz pskowskim i nowogrodzkim obwodach Rosji. Długość 530 km. Zlewnia 21 900 km², średni przepływ przy ujściu 169 m³/s. Wpływa do jeziora Ilmień, należy do dorzecza rzeki Wołchow i zlewiska Bałtyku.
We wczesnym średniowieczu biegł nią szlak handlowy od Waregów do Greków.

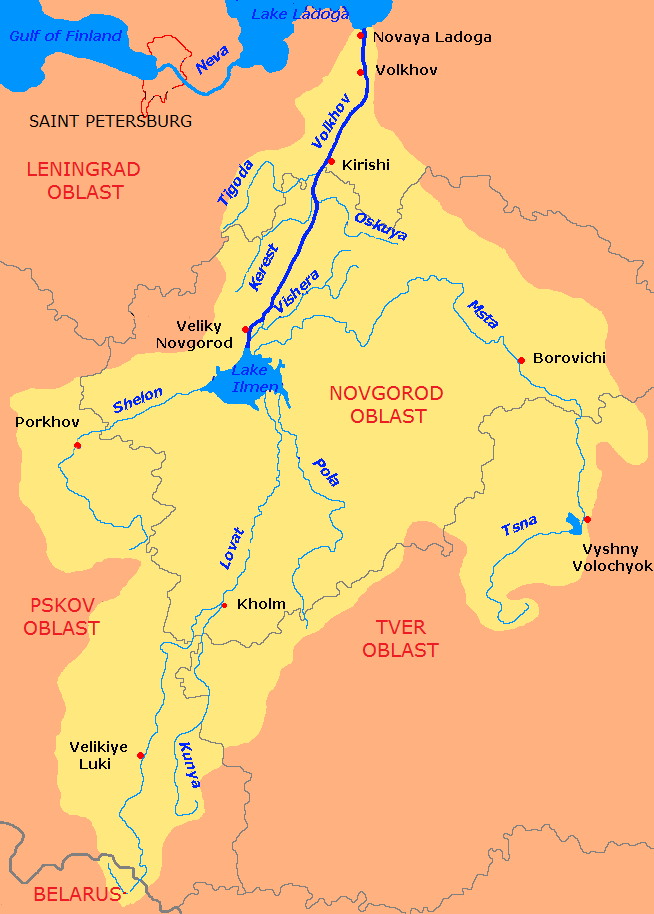
Położenie na mapie regionu